# 극초강대국
극초강대국(極超强大國, 영어: foremost power)은 세계 패권을 쥐고 전 세계의 경제, 군사, 정치를 지배하는 나라이다. 세계 역사상 아직 단 한번도 등장한 적이 없던 국가형태이다. 이 용어는 처음에는 소비에트 연방 해체부터 서브프라임 모기지 사태까지의 미국을 설명하는 데에 쓰였다. 세계 역사상 그 시절의 미국이 극초강대국의 지위에 가장 근접했던 국가였다. 그러나 시대적 한계와 완전한 군사적, 정치적 패권 장악의 실패로 결국 완전히 도달하지 못했다.

## 같이 보기
- 아메리카 제국
- 소련
- 패권
- 초강대국
- 서구화
- 다극체제

## 참고 자료
- "To Paris, U.S. Looks Like a 'Hyperpower'", The International Herald Tribune, February 5, 1999, retrieved August 20, 2006
- "Lonely Superpower or Unapologetic Hyperpower? Analyzing American Power in the Post-Cold War Era" 보관됨 2019-05-26 - 웨이백 머신, "Paper for presentation at the biennial meetings of the South African Political Studies Association Saldanha, Western Cape 29 June-2 July 1999", retrieved February 28, 2007
- Védrine, Hubert. France in an Age of Globalization, Brookings Institution Press, 2001. ISBN 0-8157-0007-5